# 鬚鰕虎
鬚鰕虎（学名：Barbuligobius boehlkei），又名髯毛鰕虎魚，为條鰭魚綱鱸形目鰕虎科髯毛鰕虎魚屬下的一个种。该物种分布于印度洋和西太平洋海域，体长可达2公分。